# NGC 3683
NGC 3683 је спирална галаксија у сазвежђу Велики медвед која се налази на NGC листи објеката дубоког неба.
Деклинација објекта је + 56° 52' 40" а ректасцензија 11h 27m 31,7s. Привидна величина (магнитуда) објекта NGC 3683 износи 12,5 а фотографска магнитуда 13,2. Налази се на удаљености од 30,850 милиона парсека од Сунца. NGC 3683 је још познат и под ознакама UGC 6458, MCG 10-16-143, CGCG 291-72, IRAS 11247+5709, PGC 35249.